# Наход (район)
Район Наход (чеш. Okres Náchod) — один из 5 районов Краловеградецкого края Чехии. Административным центром является город Наход. Площадь составляет 851,57 км², население — 114 114 человек (плотность населения — 134 человек на 1 км²). Район состоит из 78 населённых пунктов, в том числе из 11 городов.

## Достопримечательности

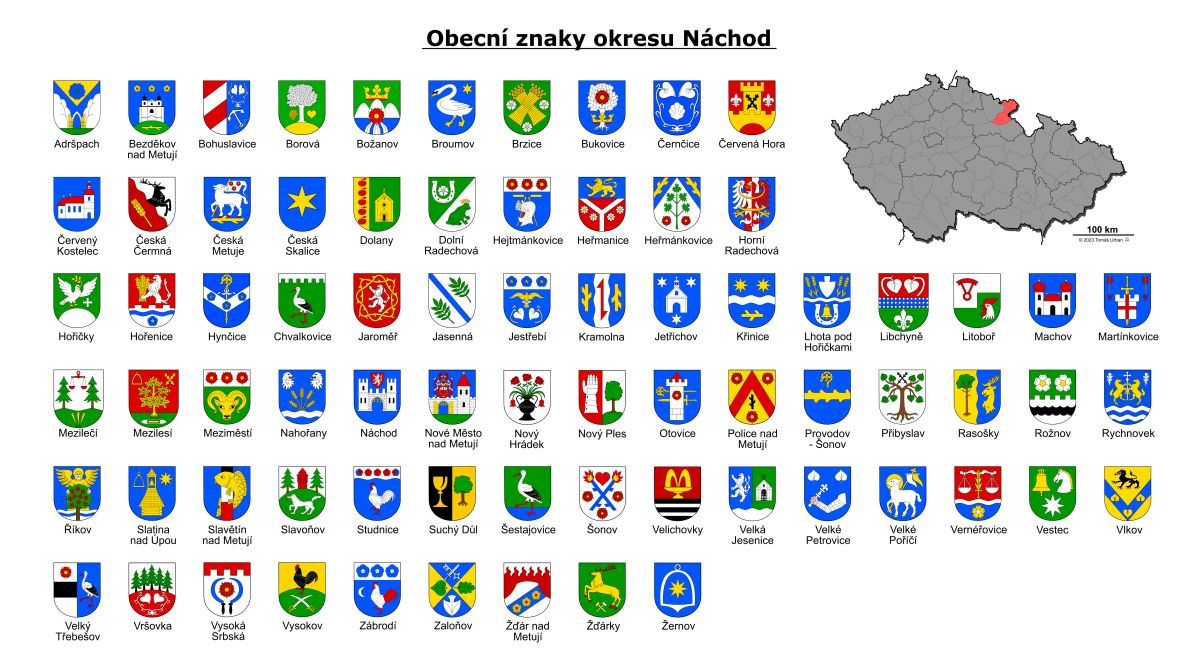
Гербы населённых пунктов района Наход

Водоёмы Бродски-Рибник, Чермак, Шпинка. У пруда стоит автокемп Бродский, ресторан и 3 отеля.